# Paul McShane
Paul David McShane (født 6. januar 1986 i Kilpeddar, County Wicklow, Irland) er en irsk fodboldspiller der i øjeblikket spiller som forsvarsspiller for Reading FC i den næstbedste engelske liga, Championship.
McShane står (pr. 30. maj 2012) noteret for 27 landskampe for Irland, som han debuterede for i 2006.